# Kanton Dampierre-sur-Salon
Dampierre-sur-Salon is een kanton van het Franse departement Rhône. Het kanton maakt deel uit van het arrondissement Vesoul.

## Gemeenten
Het kanton Dampierre-sur-Salon omvatte tot 2014 de volgende 29 gemeenten:
- Achey
- Autet
- Brotte-lès-Ray
- Confracourt
- Dampierre-sur-Salon (hoofdplaats)
- Delain
- Denèvre
- Fédry
- Ferrières-lès-Ray
- Fleurey-lès-Lavoncourt
- Francourt
- Grandecourt
- Lavoncourt
- Membrey
- Montot
- Mont-Saint-Léger
- Ray-sur-Saône
- Recologne
- Renaucourt
- Roche-et-Raucourt
- Savoyeux
- Theuley
- Tincey-et-Pontrebeau
- Vaite
- Vanne
- Vauconcourt-Nervezain
- Vereux
- Villers-Vaudey
- Volon

Bij de herindeling van de kantons door het decreet van 17 februari 2014 met uitwerking op 22 maart 2015 werd:

enerzijds de gemeente Confracourt overgeheveld naar het kanton Jussey

en anderzijds de volgende gemeenten aan het kanton toegevoegd :
- Argillières
- Attricourt
- Autrey-lès-Gray
- Auvet-et-la-Chapelotte
- Bouhans-et-Feurg
- Broye-les-Loups-et-Verfontaine
- Champlitte
- Chargey-lès-Gray
- Courtesoult-et-Gatey
- Écuelle
- Fahy-lès-Autrey
- Fouvent-Saint-Andoche
- Framont
- Larret
- Lœuilley
- Montureux-et-Prantigny
- Oyrières
- Percey-le-Grand
- Pierrecourt
- Poyans
- Rigny
- Vars